# Colart IV de Beauffort
Colart IV de Beauffort dit Payen (v.1390 - 1461), de la maison de Beauffort.
Chevalier, ancien conseiller et chambellan du Duc de Bourgogne, il fut brûlé vif pour sorcellerie lors de la grande vauderie d'Arras et réhabilité 30 ans plus tard par le Parlement de Paris.

## Histoire
Le chevalier Colart de Beauffort, fut victime de l’Inquisition. Elle fut établie en Artois au XIIIe siècle. Philippe le Bon établit à Arras une chambre ardente sous la direction de l’Inquisiteur Pierre (ou Guillaume) de Broussart, de l’Ordre de saint Dominique.

## Généalogie
Marié avant 1430 avec Jeanne d'Ohlain d'Estaimbourg (°1400), fille de Jacques II d'Olhain et Isabeau de Sainte Aldegonde; ils eurent pour enfants:
- Philippe, dit le Barbu, chevalier, seigneur de Beaufort, de Ransart, de Bienvillers, de Bavelincourt, de Boyaval, de Graincourt, de Hestrus, de Curles, de Montenescourt, de Villers-l'Hôpital; capitaine de la ville d'Arras, marié avec Jeanne Le Josne, veuve d'Antoine de Habarcq, premier maître d'hôtel du duc de Bourgogne
- Antoine, seigneur de Boisleux et de Bouillencourt, marié en 1477 avec Marie de Warluzel, dame de Maricourt
- Jean, baron de Beaumetz, seigneur de Bienvillers, Boyaval
- Jeanne, marié en 1442 avec Antoine de Rivery
- Jeannette, alias Marie (°1459), mariée avec Jean de Vanspiels, seigneur de Wichte, fils d'Olivier de Vanspiels et Isabelle de Grave, dite d'Escarnaix, puis remariée en 1481 avec Jean de Bailliencourt dit Courcol, son cousin, fils de Jean de Bailliencourt dit Courcol et Marguerite de la Couronne

## Sources
- Histoire généalogique de l'ancienne et illustre maison de Beauffort d'Artois d'après les documents les plus authentiques, réunis et mis en ordre par Alphonse Bremond - Imprimerie coopérative, 1876